# Павлоградська загальноосвітня школа № 6
Павлогра́дська загальноосві́тня школа I—III ступені́в № 6 — україномовний навчальний заклад І-III ступенів акредитації у місті Павлоград Дніпропетровської області.

## Загальні дані
Павлоградська загальноосвітня школа I—III ступенів № 6 розташована за адресою: вул. Героїв України, 8, місто Павлоград (Дніпропетровська область)—51400, Україна.
Директор закладу — Дикса Людмила Олександрівна.
Мова викладання — українська.

## Історія
Почала працювати 1 вересня 1948 року. З 1991 року має статус україномовної школи, відповідну навчально-матеріальну базу. Сьогодні в школі навчається 442 учні, працює 33 педагога: 6 — мають звання «старший учитель», 5 — звання «учитель-методист», 21 — вищу категорію, 6 — I категорію. Знаком «Відмінник освіти» нагороджено 6 учителів.
За роки існування школа випустила понад 7 тисяч випускників, в школі створена система: школа-виш-ПХЗ. За останні 20 років випустила 67 медалістів (39 нагороджено золотою медаллю, 28 — срібною). Багато випускників школи працюють викладачами у вишах. 34% працюючих учителів — випускники школи.

## Сучасність
Молодша школа — 7 класів, старша школа — 11 класів. Спортивний комплекс школи забезпечує реалізацію програми зміцнення здоров'я учнів школи, які є учасниками та переможцями міських і обласних змагань. Понад 20 років у школі працює музей бойової слави, як засіб громадянського та патріотичного виховання. Національне виховання займає пріоритетний напрямок в роботі школи.
Гуртки та курси, що працюють на базі школи:
Вокальний гурток. Керівник Левченко Микола Іванович
Гурток народознавства «Берегиня». Керівник Голуб Софія Миколаївна
Гурток «Юнкор» — юні кореспонденти. Керівник Карлова Інна Василівна
Музей Бойової слави 305 штурмової авіаційної Павлоградської дивізії. Завідувач Дорохова Раїса Іванівна
Гурток «М'яка іграшка». Керівники вчителі початкової школи
Секція з волейболу. Тренер Мухін Михайло Олександрович
Секції з баскетболу. Керівники Вєтрова Олена Олександрівна, Забогонський Віктор Петрович
Викладаються спецкурси: 
- Російська мова у 2-4 класах;
- Українознавство у 1-4 та 6 класах;
- Математика у 8, 10 класах;
- Інформатика у 8 класах;
- Географія у 9 класах. 
Родзинкою школи № 6 є те, що кожного літа діти мають можливість отримувати заряд енергії у водно-оздоровчому комплексі «Молодість», плавати та розважатися у великому басейні.